# みちゃえる!
『みちゃえる!』は、2011年4月8日（4月7日深夜）から2012年3月30日（3月29日深夜）まで中部日本放送 (CBC) で放送されていた情報番組である。放送時間は毎週金曜 0時50分 - 1時55分（木曜深夜：日本標準時）。

## 概要
前番組『IMPACT』から引き続き安田美沙子が番組MCを務めた深夜番組。番組名「みちゃえる」は安田の愛称であり、自身初の冠番組となった。
収録はスタジオではなく名古屋市中区のカフェで行われ、MCの安田、小林さりとその他の女性モデル、そして双子おネエタレントの広海・深海によるお喋り（いわゆる「ガールズトーク」）で番組を進めていく形式。安田がMCを担当してからの『IMPACT』同様、情報番組ながらバラエティ色の強い内容となっている。番組コンセプトは「姫たちの女子会」、「ナゴヤの女磨きプログラム」。
番組は2012年春の改編で終了し、替わって安田と小林がパンサーの向井慧とともに街歩きロケを行うバラエティ番組『やすだの歩き方』の放送を開始した。また同年4月7日からは、ペットとその飼主を紹介する安田の冠ミニ番組『安田美沙子のオンリーわん』も同じくCBCで3か月間放送されていた。

## 出演者

### レギュラー
- 安田美沙子 - MC
- 小林さり
- 広海・深海
- 柴小聖
- 大原望美（『TOKAI SPYGIRL』専属モデル）
- NATSU - エンタメナビゲーター

### 不定期出演
- 小堀勝啓（当時CBCアナウンサー） - 番組前期に不定期出演。
- 篠田恵里香（弁護士） - 「姫たちの悩み」アドバイザーとして不定期出演。
- 国沢一誠（ヒカリゴケ）、岡山祐児（オーケイ） - 「NAGOYA DRESS」のロケ企画に不定期出演。

### ナレーター
- YO!YO!YOSUKE

## コーナー
DRESS NAGOYA
毎日放送のファッション情報番組『DRESS』公認企画で、同番組と同様にファッションに関する企画を行っていた。出演者たちによるロケ企画を行う場合もあり。
姫たちの悩み
視聴者から寄せられた悩み相談に出演者たちが答えていくコーナー。
トレンドみちゃえる!
トレンド・商品紹介のコーナー。
エンタメみちゃえる!
映画・音楽などエンターテインメントの情報紹介のコーナー。
深夜のみちゃえる!クッキング
安田が広海深海のサポートを受け、料理に挑戦する。2012年以降のコーナー。